# Caroline Ransom Williams
Caroline Louise Ransom Williams (Toledo (Ohio)), 24 februari 1872 – 1 februari 1952) was een Amerikaanse egyptologe en klassiek archeologe. Zij was de eerste vrouw in de Verenigde Staten van Amerika die een universitaire opleiding in de egyptologie afrondde. Ze catalogiseerde een aantal van de belangrijkste collecties Egyptische oudheden in de Verenigde Staten, waaronder die van het Metropolitan Museum of Art in New York. Zij droeg tijdens het eerste seizoen van de Epigraphic Survey van het Oriental Institute van de Universiteit van Chicago in Luxor in belangrijke mate bij aan de ontwikkeling van de "Chicago House methode", een zeer nauwkeurige methode voor het kopiëren van Oudegyptische reliëfs.

## Jeugd en opleiding
Caroline Louise Ransom werd geboren op 24 februari 1872 in Toledo (Ohio). Haar ouders John en Ella Randolph Ransom waren welgestelde Methodisten. Ransom studeerde aan Lake Erie College en Mount Holyoke College, waar ze in 1896 haar BA-graad behaalde met onderscheiding.
Haar tante Louise Fitz-Randolph doceerde kunstgeschiedenis en archeologie aan Mount Holyoke College. Fitz-Randolph had veel invloed op Ransom en stimuleerde haar interesse in de oudheid. Na het behalen van haar BA maakten ze samen een reis naar Europa en Egypte. Vervolgens gaf Ransom een jaar les aan Lake Erie College.
In 1898 schreef ze zich in voor de studie Egyptologie aan de Universiteit van Chicago. Het studieprogramma was nieuw, het was de eerste universitaire egyptologische opleiding in de Verenigde Staten, en Ransom was de eerste vrouwelijke student in het programma. Ze behaalde haar MA in klassieke archeologie en egyptologie in  1900. De directeur van het Oriental Institute in Chicago, James Henry Breasted, werd niet alleen haar mentor maar ook een vriend voor het leven, met wie ze regelmatig brieven uitwisselde. Hun briefwisseling wordt bewaard in de archieven van het Oriental Institute.
Breasted moedigde haar aan om haar studie in het buitenland te vervolgen. Ze bracht een tijd door in Athene, waar ze lessen volgde aan de American School of Classical Studies at Athens en het Archeologisch Museum bezocht. Daarna studeerde ze van 1900 tot 1903 aan de Humboldtuniversiteit te Berlijn bij Adolf Erman. In 1903 werd ze assistent in het Egyptisch Museum in Berlijn.
Ze keerde terug naar Chicago om haar proefschrift te schrijven met Breasted als promotor. Door haar promotie in 1905 werd ze de eerste Amerikaanse vrouw met een doctorstitel in de egyptologie. Haar proefschrift werd in 1905 door University of Chicago Press gepubliceerd: Studies in ancient furniture: Couches and beds of the Greeks, Etruscans, and Romans. Het werd ontvangen als een degelijk werk, dat zowel wetenschappers als het algemene publiek aansprak.

## Carrière
Van 1905 tot 1910 werkte Ransom bij Bryn Mawr College in Pennsylvania, eerst als docent, later als hoofd van haar afdeling. Ze was daarnaast lid van het bestuur van de American School of Classical Studies at Athens. 
In 1909 werd ze corresponderend lid van het Deutsches Archäologisches Institut (DAI). Ook was ze lid van de Deutsche Orient-Gesellschaft (DOG). Door deze affiliaties was Ransom verbonden met de internationale gemeenschap van (haast uitsluitend mannelijke) wetenschappers in haar vakgebied, hetgeen haar positie als actief lid van de academische wereld versterkte.

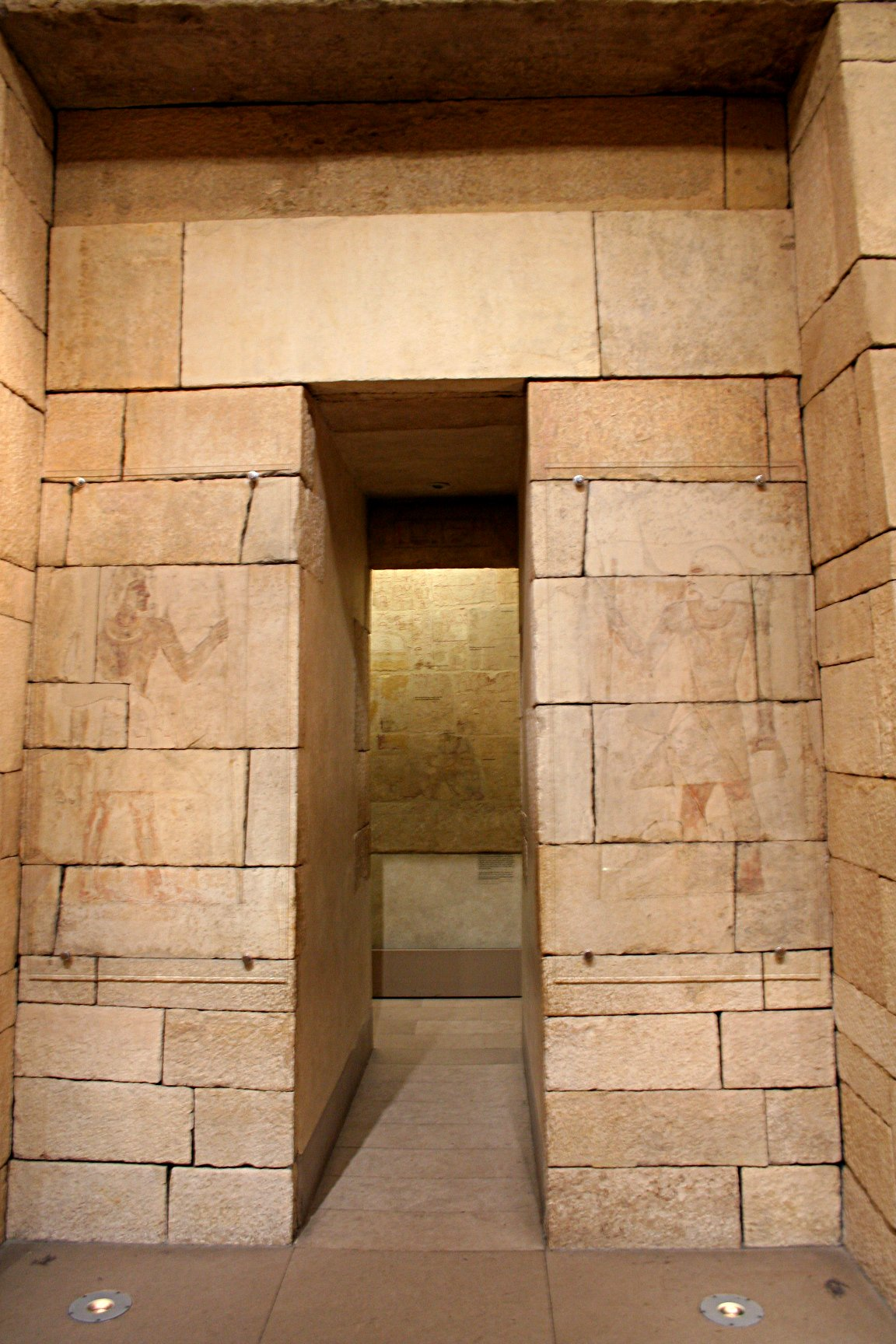
Ingang van de mastabakapel van Perneb in het Metropolitan Museum of Art, New York

In 1910 werd Ransom assistent-conservator van de net opgerichte afdeling Egyptische kunst van het Metropolitan Museum of Art (MMA) in New York, naast hoofdconservator Albert M. Lythgoe. 
Tussen 1910 en 1916 werkte ze aan de museumcollectie en schreef ze samen met Lythgoe de museumgids voor de Egyptische collectie.
Tussen 1913 en 1916 werd de mastaba van Perneb, een oud-Egyptische grafkapel, overgebracht van Egypte naar New York en opnieuw opgebouwd in het MMA. Terwijl Lythgoe en andere collega's 's winters op veldwerk waren, had Ransom in Amerika de leiding over het werk. Dit omvatte o.a. de administratie en planning voor de ontvangst en installatie van de onderdelen van de grafkapel, en het regelen van de opening van de tentoonstelling. De reconstructie kostte drie jaar. Bij de opening in 1916 werd het boek The Tomb of Perneb uitgegeven, geschreven door Lythgoe en Ransom.
In de winter van 1916-1917 catalogiseerde Ransom Williams de Egyptische collecties van The Cleveland Museum of Art 
en het Minneapolis Institute of Arts. 
In 1918 adviseerde ze over het tentoonstellen van de Egyptische collecties van het Detroit Museum of Art en vertaalde ze Egyptische teksten op stukken in het Toledo Museum of Art. 
Van 1917 tot 1924 was ze bij de New York Historical Society conservator van de Abbott Collection of Egyptian Antiquities en catalogiseerde deze (de collectie werd in 1948 verkocht aan het Brooklyn Museum in New York).

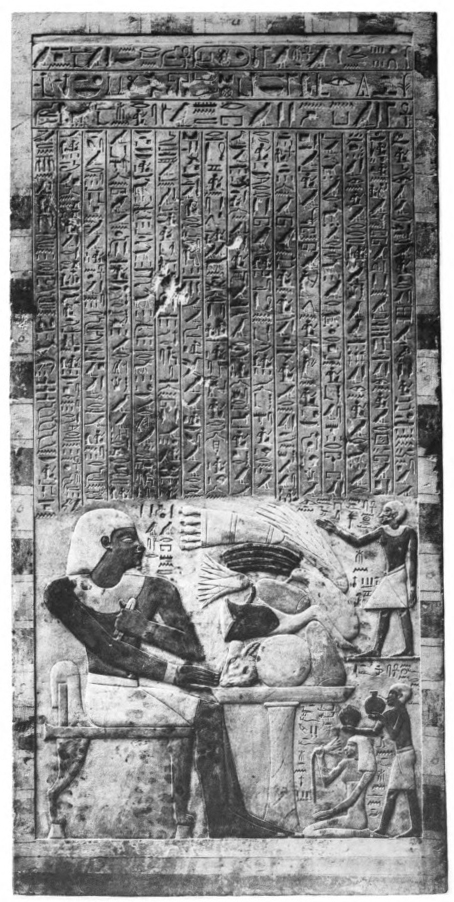
Frontispiece van The Stela of Menthu-Weser (1913)

Op uitnodiging van Breasted nam Ransom Williams deel aan de Epigraphic Survey in Luxor van het Oriental Institute (Chicago) in het seizoen 1926-1927. Ze was een van de vier epigrafen van de missie; de andere waren William F. Edgerton, John A. Wilson en Harold H. Nelson (alle voormalige studenten van Breasted). 
Ransom Williams werkte in de Tempel van Ramses III in Medinet Haboe.  
Ze creëerde de epigrafische standaarden voor het werk van de groep met assistentie van Edgerton en Wilson. 
In zijn rapport benadrukte Breasted zijn "diepe waardering dat Dr. Williams een heel seizoen in Medinet Haboe heeft gewerkt, uit pure interesse in het project, en haast zonder vergoeding."
In 1927-1928 was Ransom Williams de eerste docent Egyptische Kunst en Archeologie aan de Universiteit van Michigan.
In 1932 publiceerde ze The Decoration of the Tomb of Perneb. The Technique and the Color Conventions, een studie naar de mastabakapel van Perneb in het MMA.
Rond 1935 werkte Ransom Williams bij het Minneapolis Institute of Arts aan het catalogiseren van de Drexel-collection. 
In 1935-1936 werkte ze opnieuw in Egypte, deze keer aan de Sarcofaagteksten in het Egyptisch Museum (Caïro).

## Privéleven
In 1916 trouwde Ransom met vastgoedontwikkelaar Grant Williams en ging weer wonen in Toledo (Ohio). Hoewel het echtpaar geen kinderen had, beperkte de zorg voor haar echtgenoot en bejaarde moeder haar carrièremogelijkheden. Ze bleef verbonden aan het Metropolitan Museum of Art en de New York Historical Society (NYHS); een paar keer per jaar reisde ze naar New York om daar te werken. Verschillende keren sloeg ze aanbiedingen af voor betrekkingen waarvoor ze zou moeten verhuizen naar Chicago, New York of Egypte. Verschillende projecten waarmee potentieel veel eer was in te leggen verwees ze naar anderen, met name de publicatie van de medische papyrus Edwin Smith. Hierover schreef ze aan Breasted: "De papyrus is waarschijnlijk de meest waardevolle in het bezit van het Genootschap en ik ben bereid af te zien van mijn interesse erin, in de hoop dat hij eerder en beter gepubliceerd wordt dan ik zou kunnen" (brief van 22 november 1920).
Ransom Williams echtgenoot stierf op 24 december 1942 na lang ziek te zijn geweest. Zelf overleed ze tien jaar later na een kort ziekbed.

## Prijzen, onderscheidingen en lidmaatschappen
- Archaeological Institute of America: vicevoorzitter van de afdeling Pennsylvania (1909-1910)[26]
- American Oriental Society: voorzitter van de afdeling Mid-West (1929, eerste vrouwelijke bestuurslid van de Society)[27]
- corresponderend lid van het Deutsches Archäologisches Institut (1909, als eerste vrouw)
- lid Deutsche Orient-Gesellschaft
- eredoctoraat van Mount Holyoke College bij de 75e verjaardag van het college (1912)[28][18]
- eredoctoraat van de University of Toledo (1937)[1]

## Publicaties (keuze)
- Studies in ancient furniture: Couches and beds of the Greeks, Etruscans, and Romans. Chicago: University of Chicago Press, 1905
- Handbook to the Egyptian Rooms. New York: The Metropolitan Museum of Art, 1911
- The Stele of Mentu-weser. New York: The Metropolitan Museum of Art, 1913
- The Tomb of Perneb. Co-written with Albert M. Lythgoe. New York: The Metropolitan Museum of Art, 1916
- The New York Historical Society Catalogue of Egyptian Antiquities, Numbers 1–160. Gold and silver jewellery and related objects. New York: New York Historical Society, 1924
- The Decoration of the Tomb of Per-neb. The Technique and the Color Conventions. New York: The Metropolitan Museum of Art, 1932

Haar bibliografie is online gepubliceerd. 
- Biblioteca Nacional de España: XX1495501
- Bibliothèque nationale de France: cb10510329s (data)
- CiNii: DA14330954
- Gemeinsame Normdatei: 1156298563
- International Standard Name Identifier: 0000 0000 4891 0696
- Library of Congress Control Number: nr97003547
- Nationale Bibliotheek van Israël: 987007270071505171
- Nederlandse Thesaurus van Auteursnamen: 074863940
- Système universitaire de documentation: 129006572
- Virtual International Authority File: 36821770
- WorldCat: E39PCjD9hqK3rTBd6JxyVPhQWP